# Greta Salóme Stefánsdóttir
Greta Salóme Stefánsdóttir (ur. 11 listopada 1986 roku w Reykjavíku) – islandzka piosenkarka i  skrzypaczka islandzkiej orkiestry symfonicznej, dwukrotna reprezentantka Islandii w Konkursie Piosenki Eurowizji: w 2012 i 2016 roku.

## Życiorys

### Wczesne lata
Greta Salóme Stefánsdóttir pochodzi z muzykalnej rodziny. Jej matka, Kristin Lilliendahl, była w młodości piosenkarką, a dziadek, Karl Lilliendahl, był gitarzystą i wokalistą.
W 1991 roku, w wieku czterech lat Greta Stefánsdóttir zapisała się na pierwsze zajęcia gry na skrzypcach. Jako trzynastolatka zaczęła naukę w Reykjavik College of Music, a pięć lat później została studentką na Islandzkiej Akademii Sztuki, którą ukończyła w 2008 roku.

### Kariera muzyczna

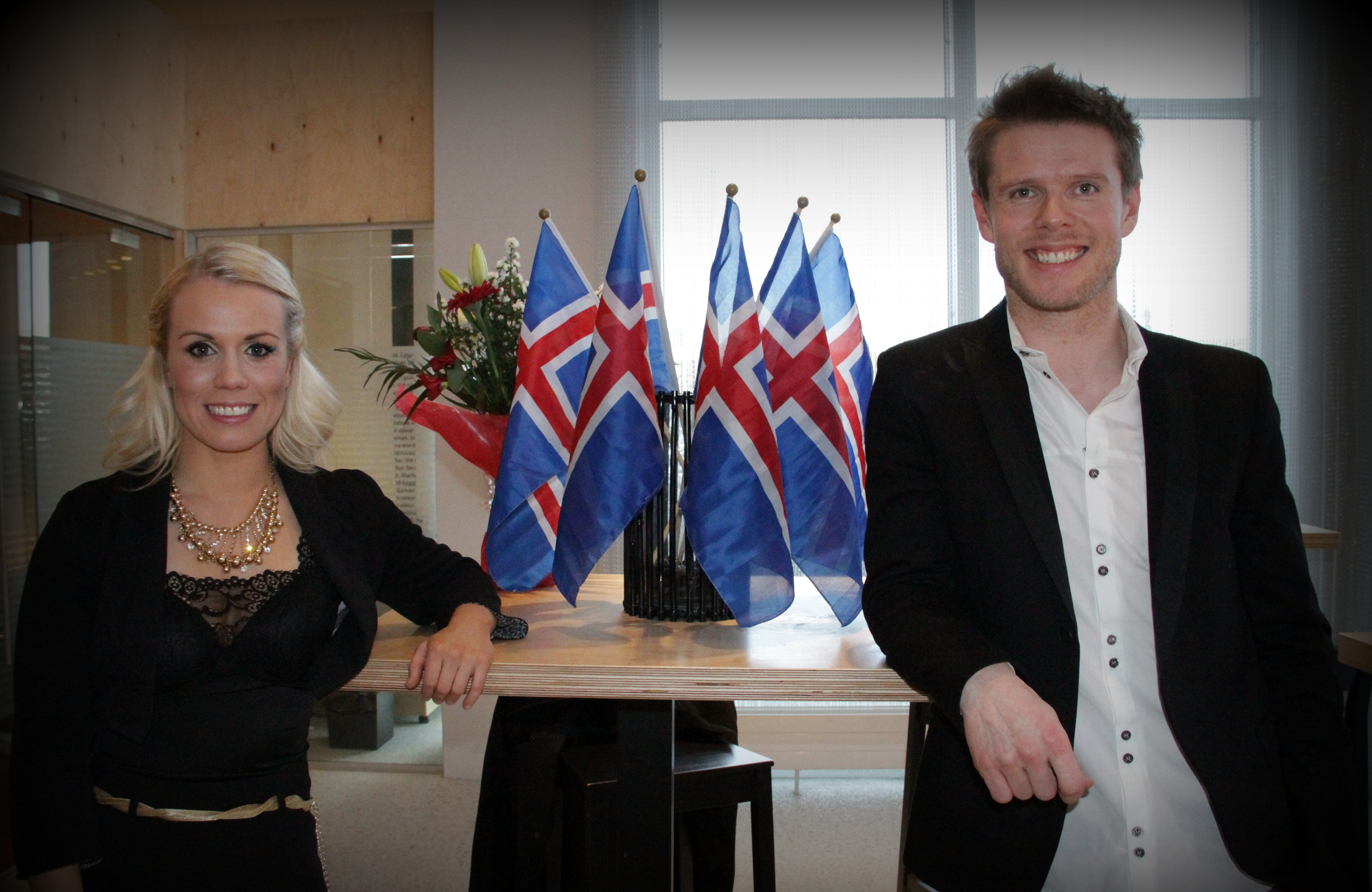
Greta Salóme i Jónsi w 2012 roku

Jest skrzypkiem w islandzkiej orkiestrze symfonicznej. W 2011 Stefánsdóttir zgłosiła się do krajowych selekcji eurowizyjnych Söngvakeppni Sjónvarpsins 2012 z dwoma utworami: „Mundu eftir mér”, który nagrała w duecie z Jónsim, oraz „Aldrei sleppir mér”, nagrany we współpracy z Heiða i Guðrúną Árný. Piosenkarka zakwalifikowała się do półfinałów selekcji z obiema propozycjami, z czego pierwszą wykonała w pierwszej, a drugą – w trzeciej rundzie półfinałowej. Chociaż obie piosenki zostały zakwalifikowane do organizowanego 11 lutego finału, podczas koncertu wykonała jedynie „Mundu eftir mér”, z którym ostatecznie wygrał selekcje, zostając tym samym reprezentantką Islandii w 57. Konkursie Piosenki Eurowizji organizowanym w Baku.
Po wygraniu eliminacji nagrała z Jónsim anglojęzyczną wersję zwycięskiego utworu – „Never Forget”, który w maju został ogłoszony jednym z głównych faworytów Międzynarodowego Stowarzyszenia Miłośników Eurowizji (OGAE) do wygrania Konkursu Piosenki Eurowizji. 13 maja duet rozpoczął próby w arenie Baku Crystal Hall, który był gospodarzem imprezy. 22 maja para wystąpiła z drugim numerem startowym w pierwszym półfinale konkursu i z ósmego miejsca zakwalifikowała się do finału. W sobotnim koncercie finałowym wystąpiła jako siódma w kolejności i zajęła ostatecznie 20. miejsce po zdobyciu łącznie 46 punktów. 

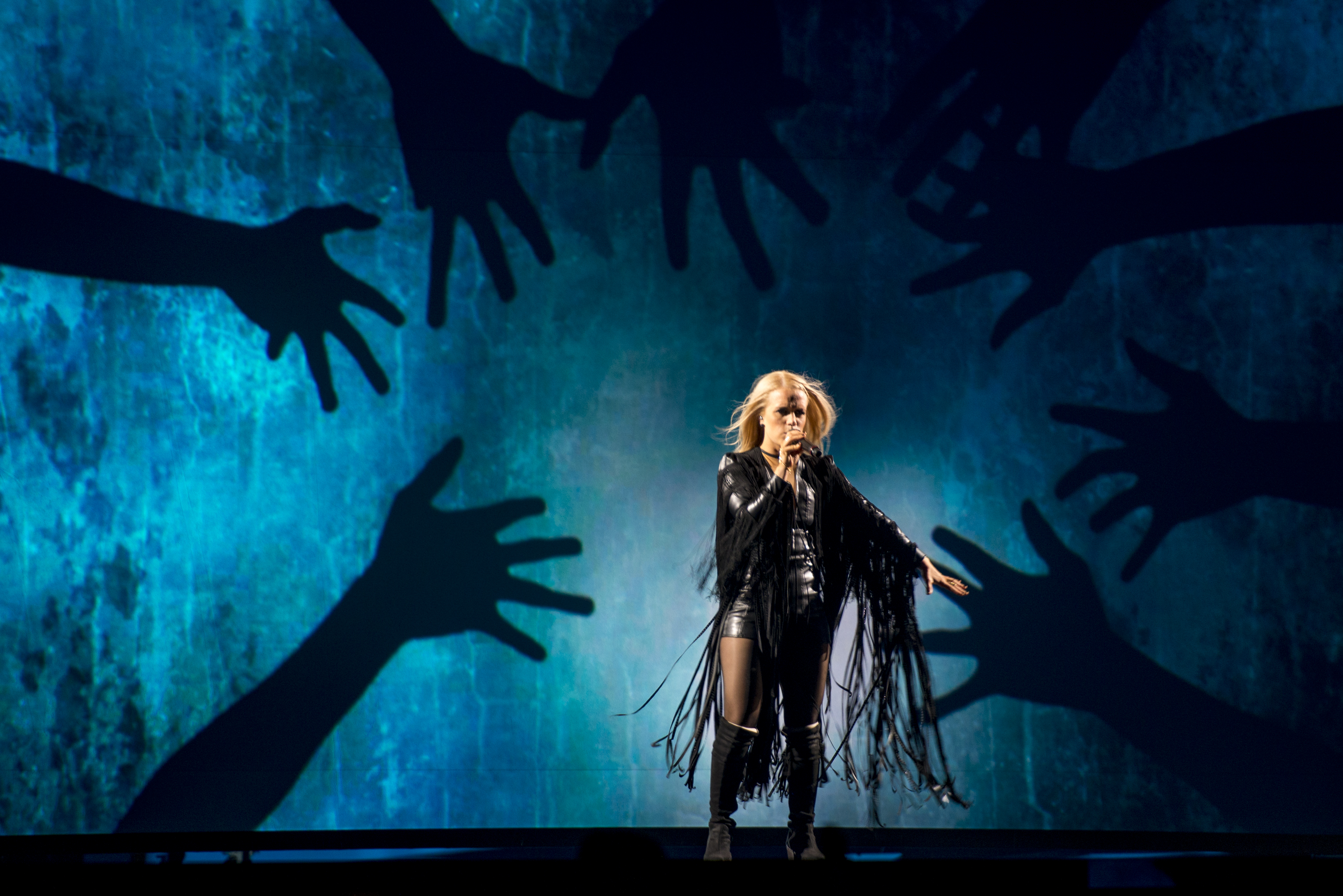
Greta Salóme podczas występu w 61. Konkursie Piosenki Eurowizji w 2016 roku

16 listopada piosenkarka wydała swój debiutancki album studyjny zatytułowany In the Silence, na którym znalazła się m.in. jej eurowizyjna propozycja „Never Forget” oraz single „Everywhere Around Me” i „If You Wanna Go”.
Pod koniec października 2015 roku Salóme wydała swój nowy singiel – „Fleyið”. Na początku grudnia została ogłoszona jedną z dwunastu półfinalistów krajowych eliminacji eurowizyjnych Söngvakeppnin 2016, do których zgłosiła się z piosenką „Raddirnar”. Ostatecznie utwór wygrał finał selekcji, dzięki czemu został wybrany na propozycję reprezentującą Islandię w 61. Konkursie Piosenki Eurowizji organizowanym w Sztokholmie. Po finale piosenkarka potwierdziła, że w konkursie zaśpiewa anglojęzyczną wersję numeru – „Hear Them Calling”. 10 maja wystąpiła jako szesnasta w kolejności w pierwszym półfinale konkursu i ostatecznie nie zakwalifikowała się do finału zajmując w nim 14. miejsce z 51 punktami.

## Dyskografia

### Albumy studyjne
- In the Silence (2012)

### Single
- 2012: „Never Forget”
- 2012: „Everywhere Around Me”
- 2013: „If You Wanna Go”
- 2015: „Fleyið”
- 2015: „Raddirnar”
- 2016: „Hear Them Calling”